# Будинок Резніченка
Будинок Резніченка (рос. Дом Резниченко) — будівля в Ростові-на-Дону, розташоване на Пушкінській вулиці (будинок 47). Особняк був побудований в кінці 1890-х років, імовірно, як гостьовий будинок августійших осіб. Будівля має статус об'єкта культурної спадщини регіонального значення.

## Історія
Будинок на Пушкінській вулиці біля перетину з провулком Островського був побудований в кінці 1890-х років. Спочатку він належав К. С. Резніченко, в подальшому будинок змінив декілька власників. За спогадами старожилів, кілька кімнат будинку призначалися для августійших осіб. Хоча найясніші особи в будинку не разу не гостювало, там часто розміщувалися різні високопоставлені особи.
На початку 1920-х років будинок був націоналізований і переданий Північно-Кавказького військового округу. Квартири в будинку давали вищим офіцерам Червоної армії.

## Архітектура
Двоповерховий будинок побудований в стилі «необароко», головним фасадом він звернений на Пушкінську вулицю. Горизонтальне членування будівлі досягається завдяки междуэтажной тязі і карнизів. Перший поверх рустований. Віконні отвори оформлені декоративними наличниками. Вікна другого поверху завершуються дугоподібними сандриками з жіночими голівками. Простінки декоровані пілястрами коринфського ордера. Фасад будівлі завершують розташовані з боків аттики з фронтонами. На другому поверсі розташовані балкони з декоративними кованими решітками. Будинок майже не змінив свій первісний вигляд, були замінені тільки вікна та решітки з тумбами на парапеті.

## Галерея

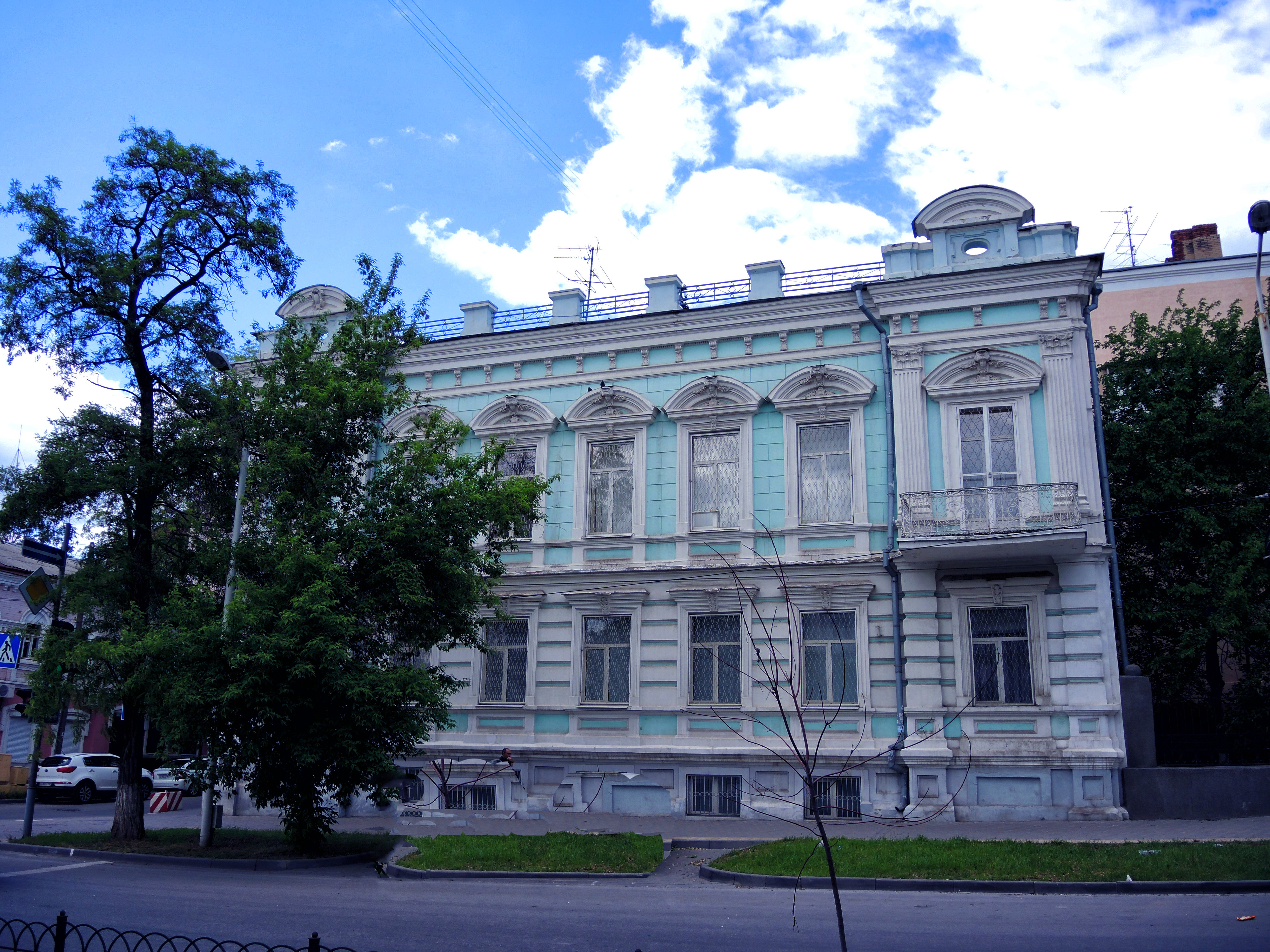
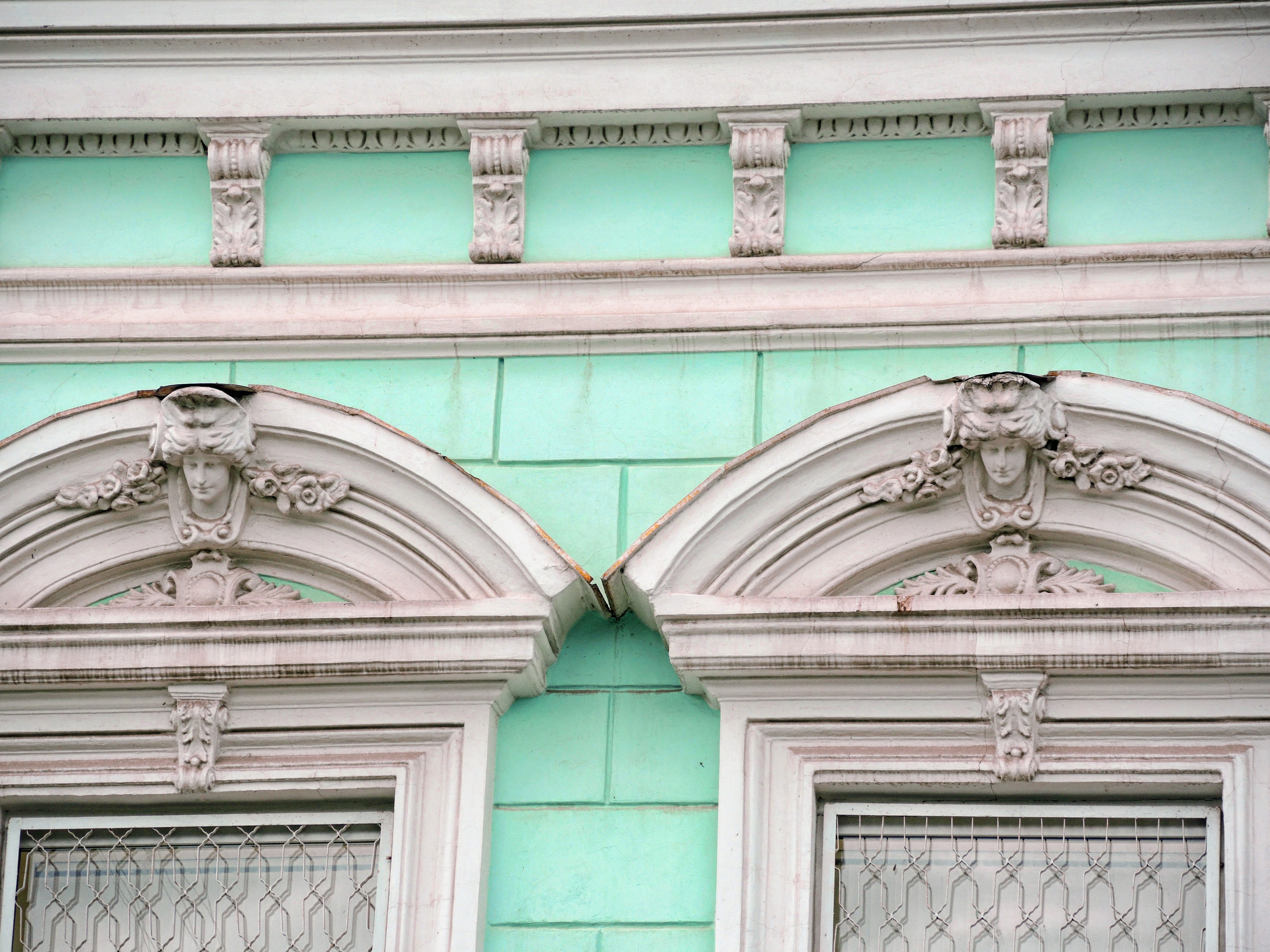
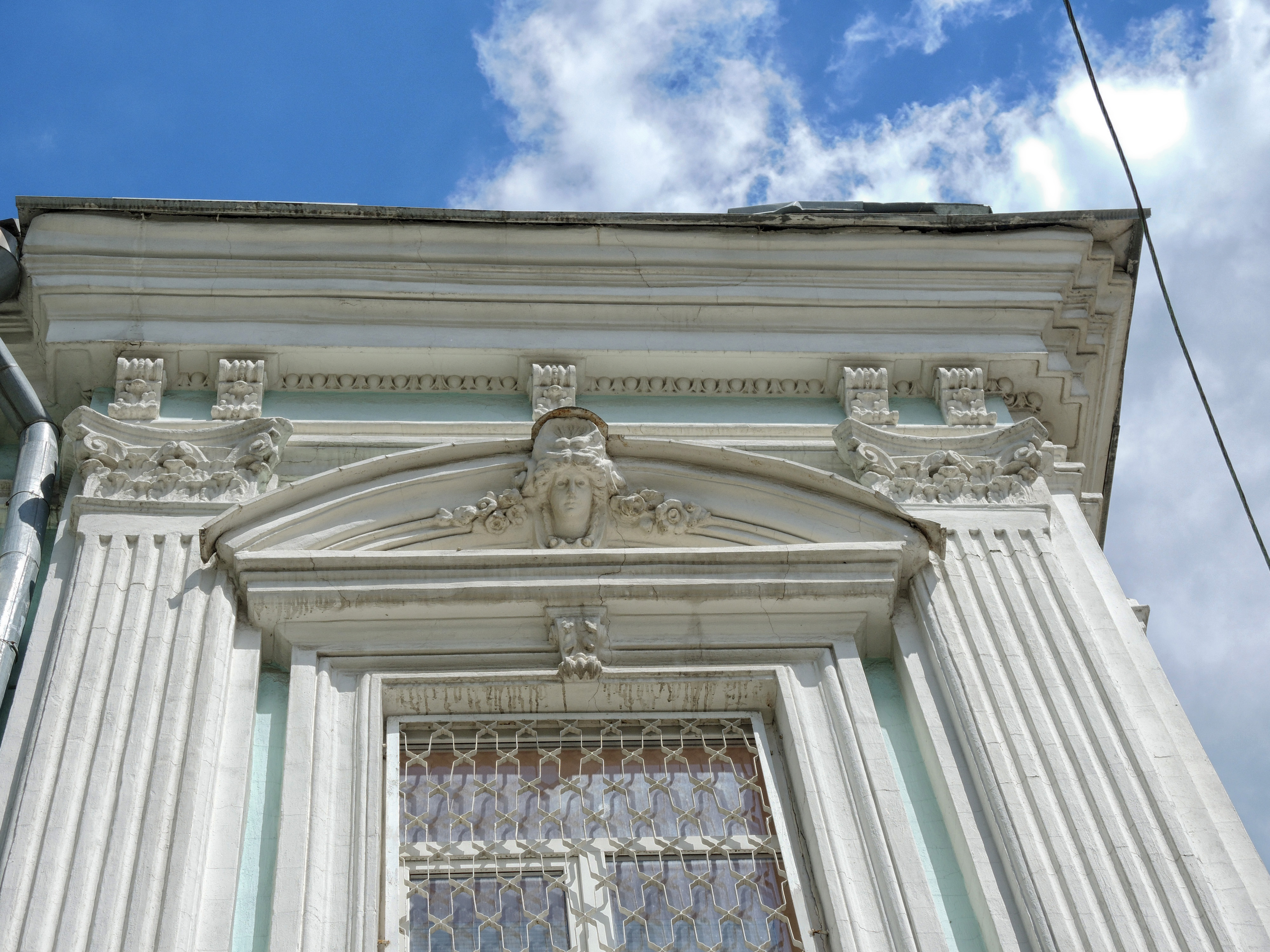